# David Crane
David Crane (* 13. srpna 1957 Filadelfie) je americký scenárista a televizní producent. Společně se svou dlouholetou přítelkyní Martou Kauffmanovou je jedním z tvůrců televizního seriálu Přátelé. Je znám především pro komedie.
Crane vystudoval střední školu Harriton v Rosemontu v Pensylvánii a bakalářský titul získal na Brandeisově univerzitě.
Žije se svým přítelem Jeffreym Klarikem. Společně vytvořili sitcom Spolužáci (The Class).